# Obbligazione politica
Il concetto di obbligazione politica identifica il rapporto comando-obbedienza che sta alla base di ogni comunità.
In tale rapporto, chi comanda ha diritti, ma l'esercizio di questi comporta anche l'assunzione di doveri che, se disattesi, in base al principio simul stabunt vel simul cadent, (in italiano alla lettera: o staranno insieme o cadranno insieme) fanno decadere anche i diritti.
All'interno della forma Stato moderna la forma di obbligazione politica è la legge che regola i rapporti tra consociati nel partito.